# Georges Blache
Georges Eugène Blache, né le 9 août 1889 à Ambert (Puy-de-Dôme) et mort pour la France au début de la Première Guerre mondiale, le 22 septembre 1914 à Cocobeach (Gabon), était un officier de marine français.

## Distinctions
- Chevalier de la Légion d'honneur[1] par arrêté du 4 juin 1919 (JORF du 7 juin 1919)[2].
- Citation à l'ordre de l'armée navale à titre posthume[1] par décision parue au JORF du 13 décembre 1914[2] :